# Hiremuddenahalli, Dod Ballapur
Hiremuddenahalli là một làng thuộc tehsil Dod Ballapur, huyện Bangalore Rural, bang Karnataka, Ấn Độ.